# Гладосово
Гладосово (укр. Гладосове) — посёлок в Светлодарской городской общине Бахмутского района Донецкой области Украины. До 28 мая 2019 года входил в состав Никитовского района города Горловки.

## География и история
К югу от населённого пункта проходит черта разграничения сил в Донбассе (см. Второе минское соглашение). С 2015 года входил в т. н. «нейтральную зону», с ноября 2017 до августа 2022 года — под контролем украинских сил.

## Население
Население по переписи 2001 года составляло 121 человек.